# Brouwershofje
Het Brouwershofje is een Haarlems hofje, het is gelegen aan de Tuchthuisstraat nummer 8 in de wijk de Vijfhoek in het centrum van Haarlem.
Het hofje werd in 1472 gesticht door Jacob Huyge Roeperszoon en zijn zus Katrijntje Huyge Roepersdochter, een brouwersfamilie verbonden aan het Brouwersgilde. De oorspronkelijke naam was Sint Maartenshofje, naar de schutspatroon van het Brouwersgilde. Het hofje werd door de familie Roeper overgedragen aan de regenten van het brouwersgilde.

## Indeling
Het hofje omvatte 22 huisjes voor armlastige ongehuwde vrouwen die als 'dienstmaagd' voor brouwerijen gewerkt hadden.

## Gebruik
In 1576 brandde het hofje af bij de grote brand van Haarlem, maar in 1586 werd het hofje herbouwd. Op dezelfde plek er werden echter maar acht huisjes teruggebouwd. In 1811 kwam het hofje in handen van de stad Haarlem, die het eind jaren tachtig van de 20e eeuw overdeed aan woningbouwvereniging Sint Bavo. Dit tegen de wens van de stichters in, die ruim 500 jaar daarvoor in de akte bepaalden dat het hofje nooit verkocht mocht worden.
Bij de laatste restauratie - in de 20ste eeuw - werden de acht huisjes samengevoegd tot vier. In 1930 werden aan de straatkant aan de Tuchthuisstraat in de voorheen blinde muren acht ramen geplaatst. Tegenwoordig is de minimale leeftijd voor bewoners 55 jaar, er mogen nu zowel vrouwen, mannen als echtparen wonen.
De woningen in het hofje worden nog steeds verhuurd als sociale-huurwoningen, tegenwoordig door woningcorporatie Ymere.
Bestaand:
Brouwershofje ·
Bruiningshofje ·
Frans Loenenhofje ·
Gravinnehof ·
Hofje Codde en Van Beresteijn ·
Hofje In den Groenen Tuin ·
Hofje van Bakenes ·
Hofje van Guurtje de Waal ·
Hofje van Loo ·
Hofje van Noblet ·
Hofje van Oorschot ·
Hofje van Staats ·
Hofje van Heythuysen ·
Johan Enschedé Hof ·
Luthers Hofje ·
Proveniershof ·
Remonstrants Hofje ·
Teylers Hofje ·
Vrouwe- en Antonie Gasthuys ·
Wijnbergshofje ·
Zuiderhofje
Verdwenen:
Aelbert Gerritsz. Fijnebuyckshofje ·
Blokshofje ·
Blokzeyldershofje ·
Boonhofje ·
Brammershofje ·
Bullenhofje ·
Comanshofje ·
Deymanshofje ·
Guurt Burethofje ·
Hofje de Dubbele Muts ·
Hofje de Hemelpoort ·
Hofje de Vijftien Kamers ·
Hofje der Twaalf Apostelen ·
Hofje Het Lam ·
Hofje van Bavo ·
Hofje van Gratie ·
Kenauhofje ·
Luciehofje ·
Pietershofje ·
Sint Annahofje ·
Sint Jans Koenen Gasthuishofje ·
Slickhofje ·
Solomonshofje ·
Twijndershofje ·
Vissershofje ·
Weeshuishofje